# Yan Tan Tethera

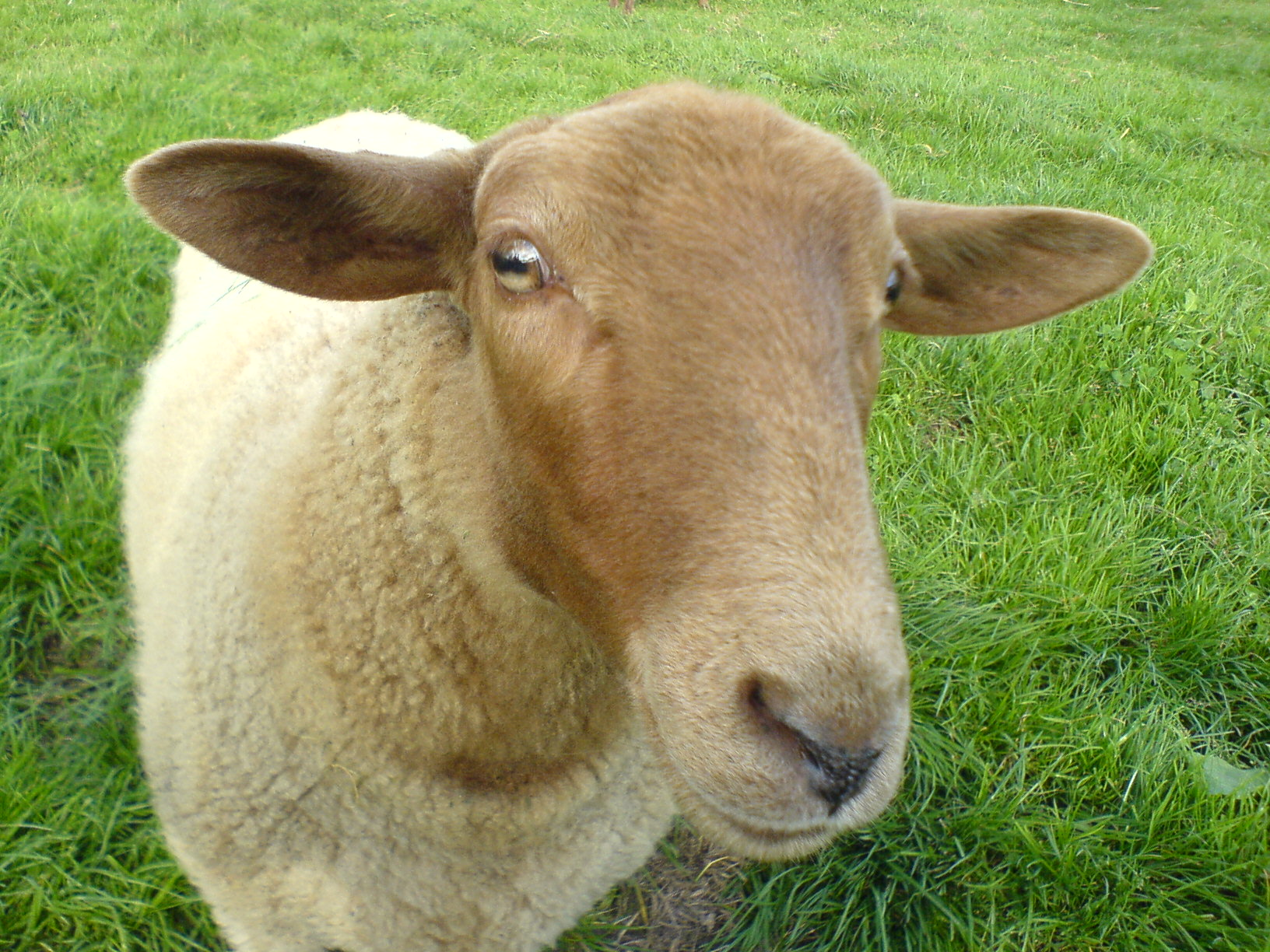
Yan

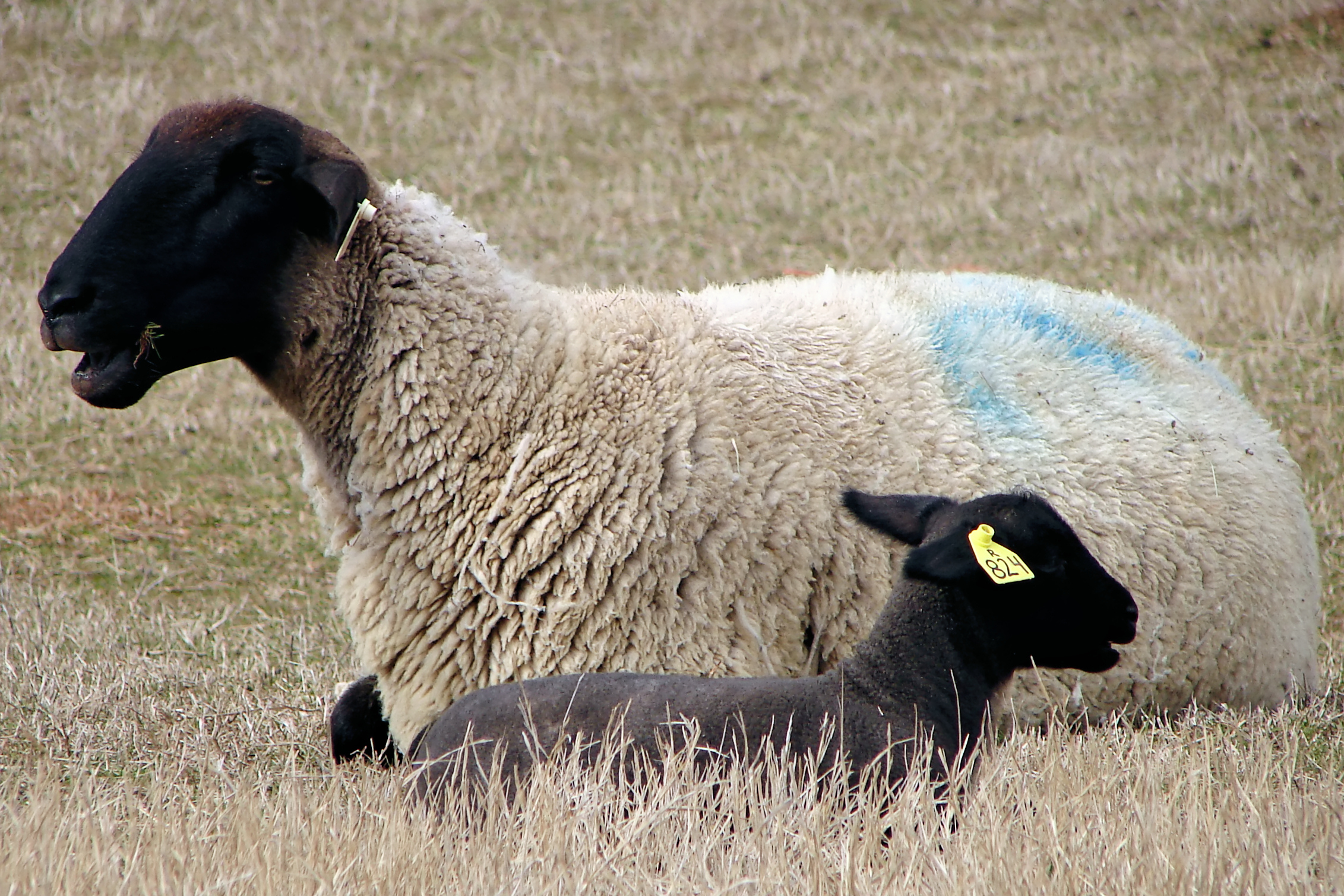
Tan

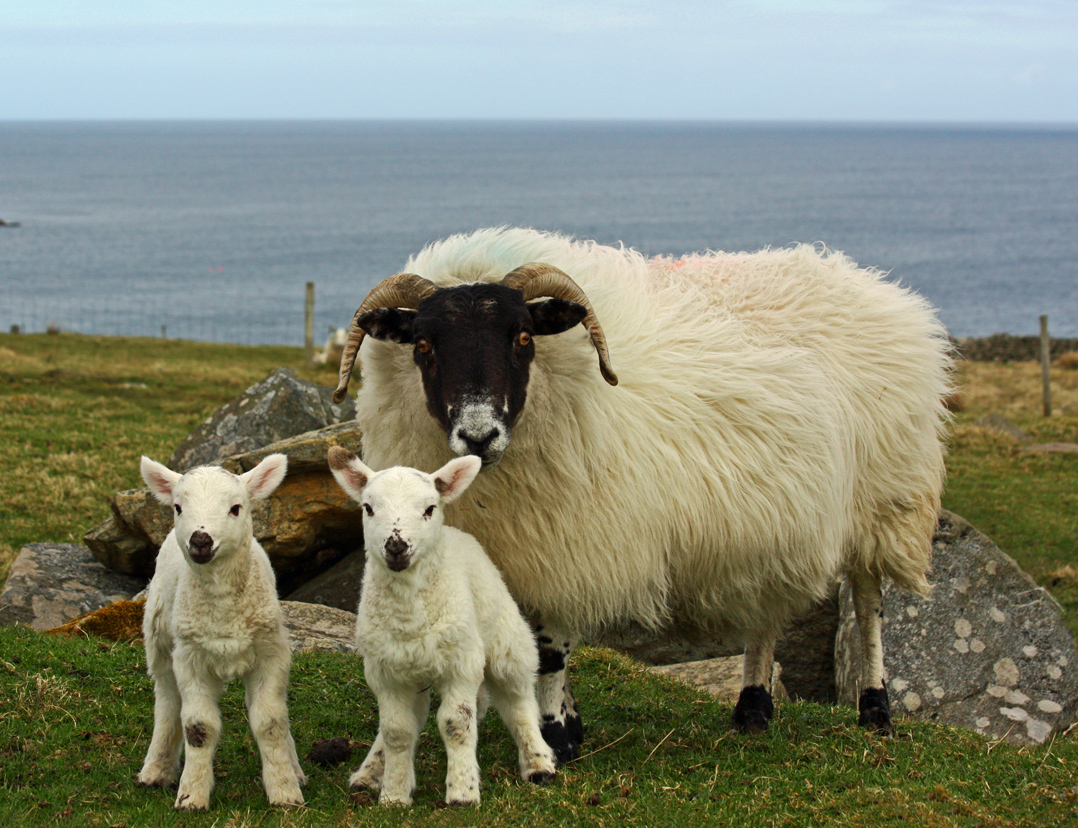
Tethera

Yan Tan Tethera ist die bekannteste Bezeichnung eines Zählsystems (oft auch North Country Score genannt), mit dem Schafhirten in abgelegenen Gebieten Großbritanniens bis in die jüngste Vergangenheit ihre Schafe zählten.

## Verbreitung und Herkunft
Das System ist heute weitgehend außer Gebrauch, aber in volkskundlichen Arbeiten des späten 19. und frühen 20. Jahrhunderts gut dokumentiert. Es soll nicht nur zum Zählen von Schafen, sondern auch von Maschen beim Stricken verwendet worden sein, außerdem in Kinderspielen als Abzählreim (wie das bekanntere eeny meeny miney mo oder deutsch „ene, mene, mu“).
Bemerkenswert ist dieses System zum einen, weil sich in manchen der Zahlwörter möglicherweise Relikte der heute ausgestorbenen kumbrischen Sprache erhalten haben. Zahlreiche Belege für das Zählsystem stammen aus Yorkshire, Durham, Cumberland und Lancashire in Nordengland, wo bis in das 11. Jahrhundert diese keltische Sprache gesprochen wurde, bevor sie durch das Englische verdrängt wurde. In den Zahlworten der Sondersprache der Schäfer erhielten sich demzufolge einige der wenigen Relikte dieses keltischen Substrats, wandelten sich aber über die Jahrhunderte regional in unterschiedlichem Maße, so dass sich eine Rekonstruktion ihrer ursprünglichen kumbrischen Lautgestalt schwierig darstellt.
Ursächlich für eine derartige Kontamination ist vor allem der mnemonische Zweck des Zählsystems, das mit Reim und Metrik vor allem das Merken von bestimmten Mengen erleichtern sollte. So stellen die Wörter für 1 und 2, (yan, tan) wohl Abwandlungen dar, die um des Reimes willen vorgenommen wurden (vergleiche dagegen die Wörter im modernen Walisisch: un, dau), das Wort für die Ziffer 3 war wohl ursprünglich wie seine Entsprechungen in den lebenden keltischen Sprachen einsilbig (walisisch tri), wurde aber an den daktylischen Versfuß des Wortes für 4, pethera angeglichen (das wiederum offenkundig kognat mit Walisisch pedwar ist). Andere Wörter wie dick (10) und bumfit (15) stellen hingegen semantische Verballhornungen keltischer Etyma dar (vergleiche Walisisch deg, pymtheg).
Gegen die kumbrische Ursprungshypothese ist eingewandt worden, dass das Zählsystem auch erst im späten Mittelalter von wandernden Schafhirten aus Wales oder Schottland nach Nordengland eingeführt worden sein könnte. Da es aber über Jahrhunderte ausschließlich mündlich überliefert wurde – die ersten schriftlichen Nachweise datieren auf das 18. Jahrhundert – lässt sich diese Frage kaum beantworten. Sicher scheint nur, dass die Zahlwörter keltischen Ursprungs sind.

## Regionale Zählsysteme
Bemerkenswert ist das System zum anderen, weil manche lokale Varianten nicht wie die heute in Großbritannien gesprochenen Sprachen (einschließlich der keltischen) ausschließlich auf einem Dezimalsystem aufbauen, sondern zur Repräsentation mancher Zahlen auf ein pränumerisches System zurückgreifen, das den Zahlenwert nicht absolut, sondern relational darstellt, also ihre Stellung im Verhältnis zu anderen Zahlenwerten angibt. Dem System liegt eine Matrix von Tetraden (Vierergruppen), andernorts eine von Pentaden (Fünfergruppen) zugrunde, wie Hunter (1927) feststellte.
Im Folgenden sind die Wörter für die Werte 1–20 nach Hunter angegeben. Höhere Zahlen werden mit diesem System nicht gebildet; nachdem ein Schäfer zwanzig Schafe gezählt hatte, schnitt er eine Kerbe in ein Kerbholz und zählte die nächsten zwanzig Tiere. Dieser Umstand wird wiederum als Relikt eines Vigesimalsystems gedeutet, wie es sich heute teils noch im Bretonischen, Walisischen, aber auch im Französischen (quatre-vingt, „vier [mal] zwanzig,“ also 80) findet.
|    | Epping Forest  | Wensleydale      | Knaresboro     | Rathmel      | Wales          |
| -- | -------------- | ---------------- | -------------- | ------------ | -------------- |
| 1  | in             | yahn             | yan            | aen          | yan            |
| 2  | tin            | jyahn            | tan            | taen         | tan            |
| 3  | tethera        | tether           | tethera        | tethera      | tethera        |
| 4  | fethera        | mether           | methera        | fethera      | pethera        |
| 5  | fips           | mumph            | pimp           | fubs         | pimp           |
| 6  | lethera        | hither           | sittera        | aather       | sethera        |
| 7  | methera        | lither           | littera        | läather      | lethera        |
| 8  | co             | auver            | over           | quother      | hovera         |
| 9  | debera         | dauver           | dorer          | quäther      | covers         |
| 10 | dick           | dick             | dick           | dugs         | dik            |
| 11 | in dick        | yahn dick        | yan dick       | aen a dugs   | yan-a-dick     |
| 12 | tin dick       | tyahn dick       | tan dick       | taen a dugs  | tan-a-dick     |
| 13 | tethera dick   | tether dick      | tethera dick   | tethera dugs | tethera dik    |
| 14 | lethera dick   | mether dick      | methera dick   | fethera dugs | pethera dik    |
| 15 | bumfit         | mimphit          | jiggit         | buon         | bumfit         |
| 16 | in a bumfit    | yahn a mimphit   | yan a jiggit   | aen a buon   | yan-a-bumfit   |
| 17 | tin a bumfit   | tyahn a mimphit  | tan a jiggit   | taen a buon  | tan-a-bumfit   |
| 18 | lethera bumfit | tether a mimphit | tethera jiggit | tethera buon | tethera bumfit |
| 19 | methera bumfit | mether a mimphit | methera jiggit | fethera buon | pethera bumfit |
| 20 | gigot          | jigit            | brumfit        | gunagun      | figgit         |

Einem an das Dezimalsystem gewöhnten Menschen fällt es nicht schwer, sich das walisische Zählsystem zu erschließen: Während die Zahlen 1–10 sowie die durch 5 teilbaren Zahlen 15 und 20 auf grundständigen Wörtern beruhen, wird das Wort für 14 durch eine Addition gebildet:
```
4 (pethera) + 10 (dik) = 14 (pethera dik)
```

das Wort für 19 entsprechend als
```
4 (pethera) + 15 (bumfit) = 19 (pethera bumfit)
```

Die Verteilung der Lexeme lethera und methera (und ihrer regionalen Lautgestalten) scheint hingegen paradox: So steht methera in Wensleydale für den Wert 4, in Epping Forest hingegen für den Wert 7; während lethera in allen anderen Regionen dem Wert 7 entspricht, steht es in Epping Forest für den Wert 6. Besonders auffällig werden diese Ungereimtheiten bei zusammengesetzten Zahlwörtern: so heißt der Wert 14 in Epping Forest lethera dick, in Knaresboro hingegen methera dick. Dieses scheinbare Paradox erklärt sich nach Justus (1999) dadurch, dass lethera und methera anders als die Wörter für die Werte 1, 2, und 3 keinen inhärenten numerischen Wert besitzen, sondern relationale Bedeutung haben, also ein Verhältnis zu einem anderen Wert angeben. Dem System von Epping Forest lag offenbar eine Matrix von fünf Tetraden zugrunde:
```
  (4)    4    (+4)    8   (+4)    12   (+4)    16   (+4)    20
- - - -     - - - -     - - - -      - - - -      - - - -
     (fethera)      (co)         (?)          (?)         (gigot)
```

Die durch vier teilbaren Werte hatten ursprünglich grundständige, also nicht abgeleitete Bezeichnungen. Im Fall von 12 und 16 sind diese jedoch durch zusammengesetzte, auf Addition beruhenden Bezeichnungen ersetzt worden, müssen aber weiterhin als Fixpunkte der Matrix „mitgedacht“ werden. lethera bezeichnet in diesem System nicht den Wert 2, sondern bezeichnet „die Hälfte [einer Tetrade] hinzu“, sollte also regelmäßig in den Bezeichnungen der numerischen Werte 6, 10, 14, 18 auftauchen. Durch Kontamination bzw. Kollision mit pentadischen Systemen ist die Bezeichnung für die Zehn jedoch durch ein grundständiges Wort ersetzt worden, und im Fall der 14 und der 18 erscheint zwar das Lexem lethera, doch bezieht sich der zweite Teil des Kompositums auf die Fixpunkte eines pentadischen Systems (10 – dick, 15 – bumfit). Setzt man für das Lexem methera die Bedeutung „[eines] obendrein“ voraus, so erschließt sich die Verteilung von lethera und methera im tetradischen System von Epping Forest:
```
  (4)    4    (+4)    8   (+4)    12   (+4)    16   (+4)    20
- - - -     - L M -     - - - -      - L - -      - L M -
     (fethera)      (co)         (?)          (?)         (gigot)
```

Den Systemen von Wensleydale, Knaresboro und Rathmel liegt hingegen eine pentadische Struktur zugrunde:
```
  (5)      5    (+5)     10   (+5)    15   (+5)    20
- - - - -     - - - - -     - - - - -    - - - - -
        (mumph)        (dick)      (mimphit)     (jigit)
```

Mit der Umstellung auf ein pentadisches System ging auch eine Umdeutung von lethera und methera einher. lethera war in der Anwendung auf ein pentadisches System problematisch, da sich der Wert 5 nicht in zwei natürliche Zahlen teilen lässt. Mithin erscheint das Lexem in diesen Systemen nurmehr an der Stelle der 7 im Sinne von „anderthalb Pentaden“, entsprechend dem abgerundeten numerischen Wert 7. Die Werte 12 und 17 werden hingegen mit Komposita bezeichnet, die durch Additionen der pentadischen Fixpunkte mit dem Zahlwort für 2 gebildet werden. Die Bedeutung von methera verschob sich hingegen von „obendrein/mehr“ hin zu „der vorletzte [der Pentade]“:
```
  (5)      5      (+5)  10   (+5)     15   (+5)    20
- - - M -     - L - - -     - - - M -    - - - M -
        (mumph)        (dick)      (mimphit)     (jigit)
```

Hunter deutete das ursprüngliche tetradische System als goidelisches Substrat, das dann infolge der keltischen Siedlungsbewegungen von einem britannischen Pentadensystem überlagert wurde. In Ermangelung schriftlicher Quellen können die vorgestellten Thesen jedoch nicht letztgültig nachgeprüft werden. Der North Country Score stellt jedoch keineswegs das einzige nichtdezimale Zählsystem im Englischen dar, so folgte etwa die Einteilung des Pfund Sterling in 20 Shilling zu je 12 Pence zu je 4 Farthings bis zum Jahr 1971 einem ähnlich aberranten Muster. Relationale Mengenangaben begegnen in der englischen Sprache zudem in festen Wendungen wie half again as much („anderthalb mal so viel“).